# キャサリン・グスタフソン
キャサリン・グスタフソン（Katherine Gustafson、1951年 - ）は、アメリカとイギリスを拠点に活躍するアメリカの女性ランドスケープアーキテクト。アーティスト。
代表作には、
想像の庭園・テラッソン・ラヴィルデュパーク（1995年）、
フランス・エヴリーにおける都市広場（人権広場、1991年）、 
ミレニアムパーク・ルーリガーデン（2004年）、
ダイアナ妃記念噴水（2004年）など、多数。
彼女はミレニアムガーデンをはじめ、ランドスケープデザインのためのクーパー・ヒューイット国立デザイン博物館競技（2005年）ファイナリスト、西部都市ガス工場(Westergasfabriek)アムステルダム文化環境公園コンペティション1位など、デザイン・コンペティションの受賞も多く、その他クライスラー・デザイン賞（2001年）ジェーンドリュー賞（1998年）デコレーション建築勲章（1993年）ASLAゴールドメダル（2008年）などの賞を数々受賞している。
現在、米国のシアトルを拠点とするグスタフソン・ガスリー・ニコル社と英国のロンドンを拠点とするグスタフソン・ポーター社は世界中で実務に取り組んでいる。グスタフソン・ガスリー・ニコル社は1999 年、キャサリン・グスタフソン、ジェニファー・ガスリー、シャノン・ニコルの3 人のパートナーによってシアトルに設立、グスタフソン・ポーター社は1999年英国で発足。

## 作品
Towards Paradise Garden
第11回ベネツィア建築ビエンナーレに於いて寓話・コンテンポラリー・アレゴリーとして、死から生へ、そしてパラダイスへと導かれる道程を描いた。同大会はじめての屋外展示であり、グスタフソンが彼女特有の美しいアースワークを披露した作品。
ダイアナ妃メモリアルファウンテン
ダイアナ、プリンセス・オブ・ウェールズ・メモリアル・ファウンテンは、2004年の作品。ハイドパークのサウス・ケンジントン寄り、セルペンタイン（蛇）と呼ばれる池の側に、１エーカー程度ほどの敷地内に、楕円形の水路と芝生に園路というシンプルでエレガントな広場。気品のある新しいモニュメントを意識している。
パリ/シェル石油の建物のプロジェクト
パリ近郊ルリールに、エッソシェル石油本部のための景観形成。1992年に完成。緩やかな起伏を持つ芝生のランドスケープが特徴。地形のほとんどが建物や地下駐車場のいずれかによって覆われているので、プロジェクトは本質的に広大な屋上庭園。入り口はグレードと植物のテクスチャのスキルフルで劇中の微妙な変化を増強する配列が微細なセットとして編成されている。シェル、エッソとロレアルのための本社は、同地でランドマークとなっている。
ウェールズ国立植物園 (National Botanic Garden Wales)巨大温室造園デザイン
カーマーゼンシャーの植物園ではmultiple horizonというコンセプトを提示。エリア6つに分けられているが、ひとつの景観として楽しめるように工夫されている。
バレンシア中央公園（Parque Central）
ヨーロッパで建設される最大かつ最も重要な公共の公園の一つ。2011年にグスタフとポーターチームがバレンシア中央公園の設計競技に勝利してがけたもの。トゥリア川跡地、農業平野（ラ·ウエルタ）、アルブフェラ自然公園といったバレンシア地方の風景や文化を祝うと生態生息地の間にバレンシアのユニークな場所の上に構築。Grupotecエンジニアを含む国際的な学際的なチームを組織して開発。
レ・ジャルダン・デ・イマジネイレ（Les Jardins de l'Imaginaire）
1996年作品。ヴェゼール渓谷を見下ろす、テラソン・ラヴィルデュー（Terrasson-LaVilledieu）現在Cublac古代都市の中心部に、ブラックペリゴールでサルラやラスコーという人類の歴史の中で、園芸の技術を融合させる。2000ものバラと多種の多年草、ウォータージェットの2500フィート、150種類以上の植物種、希少種を含む8000樹木や低木、テラス劇場、野菜の森、展望台、水の庭園といった13のシーンを創作。
ミレニアムパーク・ルーリガーデン（Lurie Garden）
ピエット・オウドルフ、ロバート・イスラエルと共同制作。240種類を超える植物が植えられており、夜間は多彩なライトで照らされ演出される。
ライツ・オブ・マン・スクエア（Rights of Man Square）
フランス・エヴリーにある広場。1991年に完成。その創作哲学と使用法の両方で、シェルプロジェクトとは正反対のプロジェクト。棚田のレベルの様々な美しく詳細な鉱物広場でエブリーの新しい町の中心部に位置。スペースは、市庁舎や新たな大聖堂の間に重要な役割を果たしている。芸術的特徴であるドラゴン流域は、マリオ·ボッタの聖堂に忠実に、立体対称性を持つ遊び心で広げられた金属を水のリボンのようにデザインしている。
西部ガス工場文化公園（Cultuurpark Westergasfabriek）
国際デザインコンペが開催されて、提案が採用されることになった。彼女のデザインは「都市と自然の間の段階的移行」をコンセプトとするものでアムステルダムの都心に近い公園の東側は歴史的な都市公園として残し、中央部の景観をスポーツや産業に利用し、西側を自然との調和を図るゾーンとし、中心軸がこれら全ての施設をつなぐ回廊となるというものであった。
この他、
- ルメイ博物館（LeMay Museum、ワシントン州タコマ）
- オールドコンベンションセンター跡地整備（ワシントンD.C.）
- Corixa本部（Corixa Headquarters）
- オールドマーケット広場（ノッティンガム）
- ミシガン大学美術館（University of Michigan: Museum of Art）
- ワシントンキャナルパーク（Washington Canal Park）
- 湖岸レジデンス（Lakeshore Residence）
- 赦しの庭（Garden of Forgiveness、ベイルート）
- コスタ･メサのペレストリアンブリッジ
- Samah、ベイルートなどのHadiqat
- アムステルダムのガス工場公園内の歩道橋
- フランスのパイロン電力本社ホワイトホールの中庭
- ベルサイユ宮殿庭園の維持管理プロジェクト
- スイスコテージ（ロンドン）
- 第10交換消防署（ワシントン州シアトル）
- シアトルシビックセンター（ワシントン州シアトル）
- アーサーロステラス（ニューヨーク市）

などがある。

## 経歴
ワシントン・ヤキマ生まれ。外科医の娘で、デザインの基は彼女のヤキマでの原風景から来ているという。ヤキマ周辺地域は、山々に囲まれた砂漠のような高原である。
応用美術をシアトルワシントン大学で学び、その後に渡ったニューヨークでファッション工科院に入学する。こうしてファッションの学校を卒業後、パリに渡り、ファッションデザイナーとして活動。
その後ランドスケープデザインを学ぶべく彼女はベルサイユのエコール・デ・ペイサージュで教育を受け、1979年に卒業する。